# Amy Seimetz
Amy Lynne Seimetz (Tampa, 25 de novembro de 1981) é uma atriz, escritora, produtora, cineasta e editora norte-americana, conhecida pelas aparições em The Killing, Family Tree e Stranger Things.